# تكله هواريات تكله ماريام
تكله هواريات تكله ماريام (بالأمهرية : ተክለ ሐዋርዓት ተክለ ማሪያም) ؛ ( يونيو 1884 – أبريل 1977  ) كان سياسيًا إثيوبيًا، وأرستقراطيًا من أقليم أمهرة  ومثقفًا من المدرسة الفكرية اليابانية . كان المؤلف الرئيسي لدستور 16 يوليو 1931 لإثيوبيا، والذي تأثر بدستور ميجي الياباني.
كما كان أول كاتب مسرحي في إثيوبيا، ورائد المسرح الإثيوبي والإفريقي 

## وقت مبكر من الحياة
ولد في أبرشية سيا في شيوا  لعائلة دينية أمهرة لها صلات بالنبلاء. توفي والده قبل ولادته مباشرة، وأصبح عمه وأخيه الأكبر مسؤولين عن تربيته، حيث قاما بتسجيل الصبي في مدرسة الكنيسة الأرثوذكسية عندما كان في السادسة من عمره. وفي غضون ثلاث سنوات قصيرة بشكل ملحوظ، أصبح الصبي متعلمًا وأكمل المرحلة الأولى من تعليم الكنيسة التي أهلته للمساعدة في خدمات الكنيسة. ذهب إلى أديس أبابا ليرسم على يد الأبون .
ثم انتقل تكله هواريات (تسعة أعوام) مع أخيه الأكبر جبرتساديك إلى هرار . أقام الزوجان في منزل أحد أقاربهما، الذي كان وكيلًا في خدمة حاكم هرار، رأس ماكونين ولدميكائيل . تعرف تكله هواريات على بلاط راعيه الجديد.
في سن الحادية عشرة، وكان بحوزته بندقية وينشستر باهظة الثمن و150 رصاصة و"تعهد بقتل 150 إيطاليًا"، رافق الشاب رأس ماكونين وشقيقه في المسيرة نحو جبهة الحرب، حيث انضموا إلى قوات الإمبراطور منليك. الثاني لمواجهة العدوان الإيطالي . قُتل شقيقه جيبرتساديك خلال الصراع. وقد جاء فريق من الصليب الأحمر الروسي إلى إثيوبيا لرعاية الجرحى. عهد رأس ماكونين إلى أحد أعضاء البعثة الروسية، الكونت نيكولاي ليونتييف ، بتيكله هواريات (من غير الواضح ما إذا كان الصبي قد أصيب) ليأخذه إلى روسيا وتعليمه والتعرف على الثقافات الأوروبية.

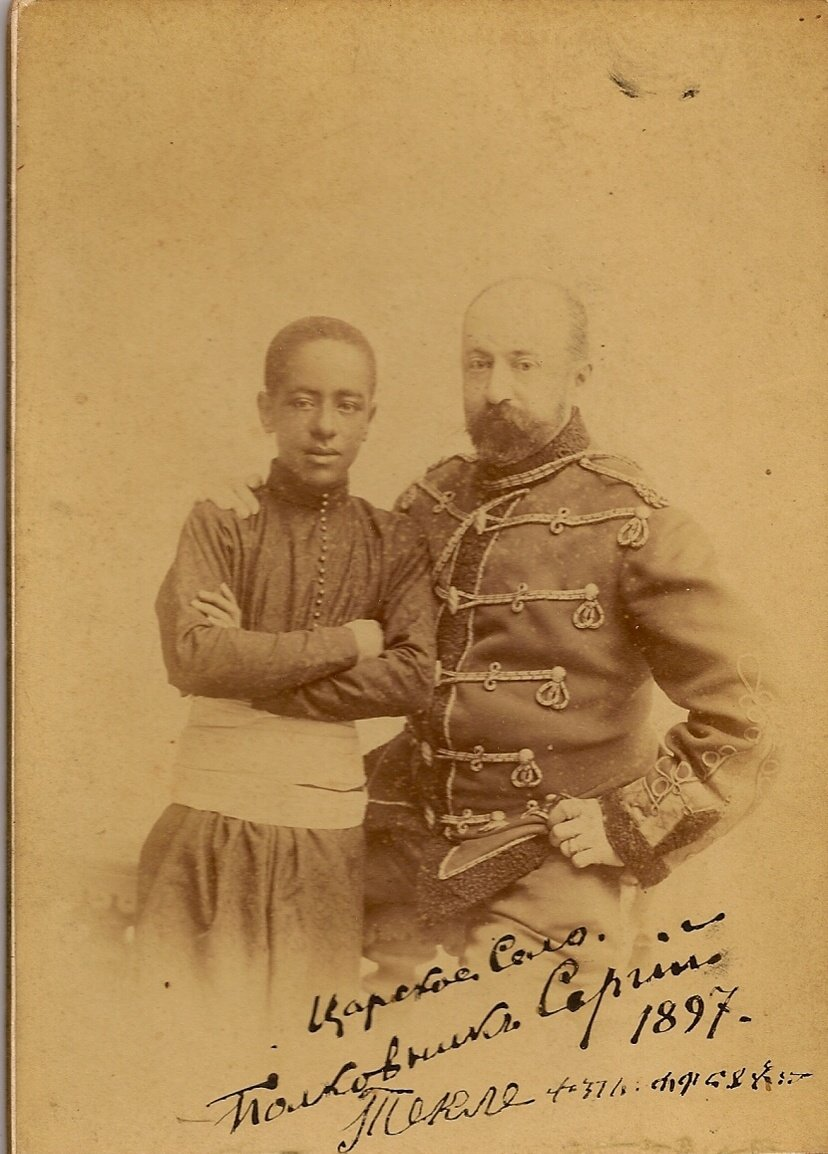
تكله هواريات عندما كان طفلاً في روسيا

## سفره في الخارج

### روسيا
سيتعلم الشاب تكله هواريات الكثير عن الثقافة الروسية من عائلته بالتبني، وقد تبناه العقيد مولتشانوف، حفيد الأمير سيرجي فولكونسكي ، وهو ديسمبريست . تخرج في العلوم العسكرية والمدفعية من مدرسة سان بطرسبرج العسكرية، ولاحقًا من مدرسة ميكايلوفسكايا للمدفعية .
ترقى تكله هواريات إلى رتبة عقيد في الجيش الإمبراطوري الروسي .

### عودة مختصرة الى الوطن
عاد لفترة وجيزة إلى إثيوبيا في عام 1909  بعد فترة من الخمول؛ توصل تكله هواريات إلى إدراك مؤلم أن إثيوبيا لم تكن بحاجة إلى تدريبه في المدفعية أو مهارته في اللغة الروسية وقرر الذهاب إلى فرنسا لدراسة الزراعة.

### أوروبا
تلقى تكله هواريات منحًا من الإمبراطور منليك الثاني لتغطية نفقاته في الخارج، لكنه كان عليه أن يكملها عن طريق تعليم الأطفال الروس في باريس. كما مكث لبعض الوقت في إنجلترا. ارتاد المسارح في كلا البلدين كوسيلة لتعلم اللغات.

## العودة الى الوطن

### أول منشور
عند عودته إلى إثيوبيا في عام 1912  تولى تكله هواريات منصبه الأول تحت <i id="mwZg">قيادة نيجادراس</i> هايلي جيورجيس ولدميكاييل الذي يحكم العاصمة أديس أبابا . وضع خطة للإصلاح البلدي شملت من بين أمور أخرى؛ لتوسيع نطاق الوصول الطبي وتحسين الصرف الصحي العام. تم فصل تكله هواريات لكونه "مغامرًا للغاية وذو عقلية مستقلة" ويقال إنه اشتبك مع النجادراس .

### خلع ليج إياسو
حاول تيكلي هواريات كسب ود الوريث الشاب ليج إياسو ، على أمل أن يتم تبني إصلاحاته التقدمية في ظل الوصي الجديد، لكن عدم كفاءة ليج إياسو وسلوكه غير المستقر حطم آمال تيكلي هواريات وأدى إلى قراره بالوقوف إلى جانب زيوديتو . فصيل في إزالة مطالبة ليج إياسو بالعرش.
في 27 سبتمبر 1916، أصدر نبلاء شيوان إعلانًا بعزل ليج إياسو لارتكابه الردة والخيانة، بعد اعتناقه الإسلام . انضم تكله حواريات إلى إدانة ليج إياسو باعتباره مرتدًا. رد لي إياسو بحشد جيش في هرار، وسار نحو أديس أبابا. تولى تكله هواريات قيادة قوة عسكرية قوامها 15 ألف جندي وهزم قوات لي إياسو بالقرب من مدينة ميسو للسكك الحديدية، مما أجبر لي إياسو وقواته على الفرار عائدين إلى هرار.

### حاكمجيجيجا
كانت علاقة تكله هواريات مع الوصي الجديد رأس التفاري (الإمبراطور المستقبلي هيلا سيلاسي) بداية ميمونة، حيث تم تعيينه حاكمًا لجيجيجا في عام 1917 وتميز باللقب النبيل والعسكري <i id="mwhQ">فيتوراري</i> .
كان السكان المحليون يتذكرون فترة ولايته بشكل إيجابي حيث أطلقوا عليه ألقاب " صحية " ( النوم بسلام ) و" طاهر " ( النور ) بعد أن اكتسب سمعة "الإدارة المستنيرة" التي تتميز بالسلام والتقدم. . ليس من الواضح ما إذا كان تكله هواريات قد استقال أو تمت إزالته من منصبه؛ ومع ذلك، قال في سيرته الذاتية إنه استقال بعد خلافات مع الوصي رأس التفاري الذي استمر في إعادة تعيين الأشخاص الذين طردهم بسبب عدم الكفاءة.

### أول مسرحية إفريقية
في وقت ما بين عامي 1916 و1921  كتب تكله هواريات وأنتج دراما بعنوان فابولا: ياوريوخ كوميديا ( الحكاية: كوميديا الحيوانات ). كانت فابولا أول مسرحية في أفريقيا وكانت بمثابة بداية المسرح الإثيوبي .
فابولا: كوميديا ياوروخ كان عبارة عن هجاء أمهري يعتمد على خرافات لافونتين . أول مسرحية في أفريقيا، بالمعنى الغربي، عبارة عن نص مكتوب وأداء يعتمد على تقليد إثيوبي قديم للرمز الحيواني، استخدم شخصيات حيوانية لانتقاد الفساد والتخلف في البلاط الإثيوبي. تم نقل النقد بمهارة من خلال كين ( الشمع والذهب ) وهو شكل شعري أمهري يستخدم المغزى المزدوج والمعاني المتعددة الطبقات، وبالتالي، يتوافق مع التقاليد اللغوية الأمهرة حيث أن التحدث علنًا كان يُنظر إليه في كثير من الأحيان على أنه حماقة في المجتمع التقليدي، وكان الفرد سيفعل ذلك. أن تحظى بالإعجاب لقدرتك على التحدث بشكل غير مباشر.
أثارت تكله هواريات حفيظة الإمبراطورة زوديتو التي رأت بوضوح الرسائل المخفية وقررت أن القطعة كانت هجومًا عليها وعلى التاج. وأمرت بحظر المسرح في إثيوبيا وصادرت جميع نسخ المسرحية. لحسن حظ تكله هواريات، فقد نجا من المصير السيئ على يد الإمبراطورة زوديتو بسبب مرتبته النبيلة وسمعته. تم رفع أمر الحظر لاحقًا من قبل الإمبراطور هيلا سيلاسي في عام 1930 وأعيد نشر المسرحية وعرضها مرة أخرى.

### حاكم مقاطعة شيرشر
في عام 1923، تم تعيين تكله هواريات في منصب حاكم آخر، هذه المرة على مقاطعة شيرشر ، إحدى المحافظات التي كانت رأس التفاري تتطور كنموذج للحكومة الحديثة. أثبت شيرشر أنه أحد أكثر منشورات تكله هواريات ديمومة. قام بسلسلة من الإصلاحات التي أدت إلى تحسين اقتصاد المحافظة بشكل كبير.
وأدخل الضرائب (الأرض) وطلب إلغاء الزكاة ، وهي نوع من العشور . وكانت إحدى أهم أولوياته السياسية هي القضاء على القات . واعتبر المسيحيون الأمهرة أن استهلاك القات علامة على الردة. أمر تكله هواريات السكان المحليين باقتلاع نباتات القات واستبدالها بأشجار البن . ومن الإجراءات الإضافية التي تهدف إلى تثبيط الزراعة رفع ضريبة الأرض على من يزرعون المحصول وضريبة المبيعات على أي شخص يبيعه. وكانت نتيجة هذه التدابير زيادة كبيرة في الإيرادات.
تمكن تكله حواريات من تمويل إعادة التنظيم العسكري بسبب المكاسب الجديدة في الإيرادات، واستخدم تدريبه العسكري من خلال قيادة حملة عسكرية لاستعادة النظام بين العفار .
يمكن القول إن أعظم إنجازاته كان تأسيس مدينة شيرو الحديثة التي كانت تسمى آنذاك باسم "أسيبي تافاري"، وهي "مدينة نموذجية" يشار إليها على أنها "واحدة من أفضل المدن المخططة في إثيوبيا"، والعاصمة الجديدة. (مقاطعة شيرشر).
ومع ذلك، تعرضت العلاقات مع الوصي رأس التفاري لتوتر متزايد. يعزو تكله هواريات في سيرته الذاتية ذلك إلى "سمة" رأس التفاري تجاهه، أولاً من خلال السماح له بحرية الحكم ثم خلق كل أنواع العقبات. على الرغم من أن الوصي اعترف بمشروعه وتفانيه في أداء الواجب، إلا أنه استاء من شخصية تكله هواريات المستقلة.

### دخوله السجن
نشأت المشاكل في شيرشر عندما أصبحت سياسته في القضاء على القات غير قابلة للاستمرار. وكانت زراعة المحصول لا تزال مسموحة في المقاطعات المجاورة، مما أدى إلى انخفاض الإيرادات في شيرشر، وفقًا لتيكله هواريات، وهو الوضع الذي نشأ جزئيًا عن "المعرقلين المرسلين من أديس أبابا". وقد اتُهم بالإثراء الذاتي وتم تغريمه مبلغًا ضخمًا قدره عشرة آلاف بر .
في عام 1928، في أعقاب الذعر البلشفي الذي اجتاح العاصمة. تم القبض على تكله هواريات (بسبب علاقاته الروسية المبكرة) بتهمة التآمر مع سكان روس آخرين في العاصمة، والذين كانوا جميعًا في الواقع روسًا بيضًا أو لاجئين من الثورة البلشفية أنفسهم. ثبت أنه من الصعب إثبات الادعاءات ضد تكله هواريات، ومع ذلك فقد أُجبر على قضاء فترة وجيزة في السجن.

### وضع أول دستور لإثيوبيا
بعد تتويجه إمبراطورًا في عام 1930، كلف هيلا سيلاسي تكله هواريات بمهمة صياغة أول دستور لإثيوبيا. وقد فعل تكله هواريات ذلك من خلال استشارة الدساتير الأمريكية والإنجليزية والألمانية والإيطالية واليابانية، مع التأثير الواضح للنموذج الياباني. ومع ذلك، خضعت مسودته لتدقيق دقيق من قبل الإمبراطور ورفاقه المقربين، رأس كاسا هايلي دارج وهيروي ويلد سيلاس الذين قاموا بتعديل مسودة تكله هواريات "لتلبية الاحتياجات الإمبراطورية". وشملت التغييرات تقليص السلطات التشريعية الممنوحة للبرلمان، وبدلاً من اقتراح تكله هواريات بانتخاب النواب، جعلتهم المسودة النهائية معينين. والأهم من ذلك، يبدو أن الدستور كان له هدف مركزي وهو تقييد سلطات الطبقة الأرستقراطية الوراثية .
في 16 يوليو 1931، صدر أول دستور لإثيوبيا.

### توليته وزيراً
في سبتمبر 1931، بعد أشهر قليلة من نشر الدستور، أصبح تكله هواريات أول إثيوبي تلقى تعليمه في الخارج يصل إلى المستوى الوزاري. حصل على اللقب التقليدي باجوروند ( أمين صندوق القصر ) وعين وزيرا للمالية . ومع ذلك، كانت فترة ولايته في منصبه قصيرة. 
كان أهم منصب له هو تمثيل إثيوبيا في عصبة الأمم لسنوات عديدة، وعلى الأخص في الدورات خلال حادثة والوال . ومع ذلك، فإن المواقف غير المتعاونة ليس فقط من قبل المندوبين البريطانيين والفرنسيين أحبطته كثيرًا لدرجة أنه طلب إعفاء الإمبراطور هيلا سيلاسي حتى يتمكن من العودة إلى إثيوبيا حيث يمكن أن يكون ذا فائدة أفضل باستخدام تدريبه العسكري لتنظيم دفاعات بلاده ضد ما لا مفر منه. صراع.
التقى تكله هواريات مع إمبراطوره للمرة الأخيرة، بينما كان الآخر يغادر إثيوبيا لتقديم مناشدة شخصية إلى عصبة الأمم. عندما وصل هيلا سيلاسي والوفد المرافق له إلى ميسو ، كان هناك مع قواته؛ استقل تكله حواريات القطار. كما قال جون سبنسر بإيجاز، "لابد أن اللقاء كان مريرًا. صادف أن سبنسر كان على متن القطار بعد خمسة أيام والذي توقف عند أفدم ، حيث استقل تكله هواريات القطار ودخل مقصورة سبنسر. "على الرغم من أنني لا بد أن أكون كذلك. بالنسبة له، كان غريبًا تمامًا تقريبًا، ولم يضيع أي وقت في إفراغ نفسه من أعباء أفكاره حول هيلا سيلاسي، الذي وصفه بأنه خائن لإثيوبيا، وجبان، وشخص لا يستحق أن يحمل لقب الإمبراطور بعد فراره إلى المنفى. 
وبمجرد وصوله إلى جيبوتي ، سعى للحصول على امتياز زراعي، لكن السلطات المحلية رفضته بأدب. انتقل تكله هواريات بعد ذلك إلى عدن ، حيث قدم التماسًا في سبتمبر 1937 إلى الحكومة الاستعمارية في كينيا لإعادة التوطين هناك. رفضت السلطات طلبه، خوفًا من أن يؤدي وجوده إلى تشجيع الاضطرابات ضد الإيطاليين. وفقًا لباهرو زودي، فإن عودة هيلا سيلاسي المنتصرة إلى إثيوبيا وجدت سفيره السابق في مدغشقر حيث أطال منفاه حتى 1955/56، وعند عودته إلى إثيوبيا، تقاعد تكله هواريات "في غموض حياة المزارع النبيل في هيرنا ، هرارج ." 

## إرثه
كان لدى تكله هواريات 8 أطفال، من بينهم جيرماشو تيكلي هواريات (1915-1987). تلقى جيرماتشو تعليمه في سويسرا، وعمل كدبلوماسي بعد إعادة هيلا سيلاسي إلى منصبه في عام 1941، فضلاً عن كونه مؤلفًا مشهورًا، تشمل أعماله رواية أرايا ومسرحية مستوحاة من حياة الإمبراطور الإثيوبي تيودروس الأول في القرن التاسع عشر.

في أحد الأيام زار الإمبراطور هيلا سيلاسي المتقاعد تكله هواريات. وتجادل الرجلان، حيث أخبر هيلا سيلاسي مستشاره السابق،
توفي تكله حواريات عن عمر يناهز 92 عامًا في أبريل 1977